# Yoro Diakité
Yoro Diakité (17 de outubro de 1932 - 13 de junho de 1973) foi um político e militar do Mali. Diakite foi o primeiro-ministro do Mali e chefe do governo provisório de 19 de novembro de 1968 a 18 de setembro de 1969. Depois de ser acusado de organizar uma tentativa de golpe em 1971, ele foi condenado à prisão perpétua e morreu no campo de prisioneiros de Taoudenni em junho de 1973.